# Stacja naziemna
Stacja naziemna to stacja na powierzchni Ziemi, której zadaniem jest utrzymywanie łączności z obiektem kosmicznym w celu odbioru informacji, śledzenia, kierowania zdalnego lub porozumiewania się z załogą (w przypadku lotu załogowego). 

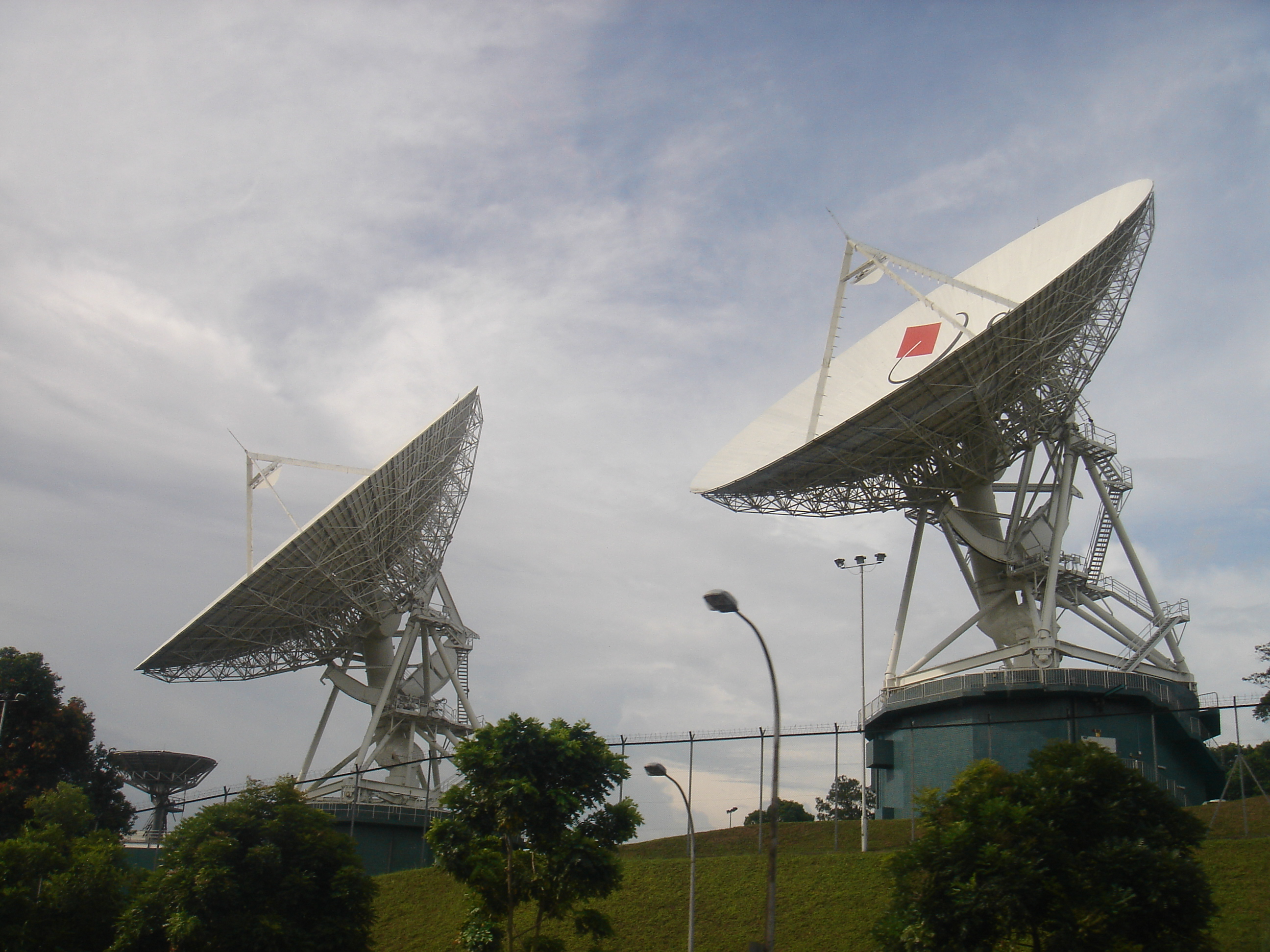
Anteny stacji naziemnej Bukit Timah Satellite Earth Station w Singapurze.

Stacja naziemna utrzymuje łączność z obiektem kosmicznym poprzez nadawanie lub odbieranie fal radiowych w zakresie fal decymetrowych, centymetrowych lub milimetrowych. W łączności z obiektami kosmicznymi zazwyczaj stosuje się pasma S, C, X, Ku oraz Ka. Gdy stacja naziemna skutecznie nadaje fale radiowe do obiektu kosmicznego (i vice versa), to nawiązują łącze telekomunikacyjne. Głównym i najbardziej widocznym elementem stacji naziemnej jest antena paraboliczna, lecz równie ważne są urządzenia do generacji lub modulacji sygnału.
Stacja naziemne mogą być stacjonarne lub mobilne. Artykuł 1 § III Regulaminu Radiokomunikacyjnego Międzynarodowego Związku Telekomunikacyjnego opisuje różne rodzaje stacjonarnych oraz mobilnych stacji naziemnych.
Satelitarne stacje naziemne są wykorzystywane do komunikacji ze sztucznymi satelitami - głównie satelitami telekomunikacyjnymi. Stacje naziemne utrzymują łączność również ze stacjami kosmicznymi oraz z sondami kosmicznymi. Stacje naziemne która przede wszystkim odbierają sygnały ze sztucznych satelitów lub śledzą sztuczne satelity są nazywane stacjami radiolokacyjnymi lub stacjami radiolokacyjnymi śledzącymi.
Łączność pomiędzy stacją naziemną a obiektem kosmicznym jest możliwa, gdy obiekt kosmiczny jest w polu widzenia stacji naziemnej.